# Parc Bellevue (Stockholm)
La parc Bellevue (en suédois : Bellevueparken) est un parc public du quartier de Vasastan à Stockholm en Suède.

## Description
Le parc Bellevue est limité au nord par la baie Brunnsviken (sv) et au sud par Cedersdalsgatan et le Centre Wenner-Gren.
Le parc Bellevue fait partie du parc national urbain royal.
Le nom Bellevue est approprié car depuis le point culminant du parc Bellevue, la vue est dégagée et étendue sur Brunnsviken.

## Histoire
Le parc Bellevue a été conçu par l'architecte Fredrik Magnus Piper, qui a également conçu le parc Haga.
C'est un jardin à l'anglaise avec des sentiers sinueux, des bosquets, des rideaux d'arbres, des avenues et des espaces verts ouverts. S'y ajoutent des tilleuls bicentenaires et des plantes médicinales rares.
Le point culminant du parc est Bellevuehöjden.
Le parc Bellevue est le site de l'ancienne ferme de Pasch (Paschs malmgård), conçue en 1757 pour le peintre de la cour royale Johan Pasch (1706-1769). Après d'importants travaux de rénovation, elle a ouvert ses portes en 2006 comme centre de conférences, le Bellevue Festvåning & Konferen,.
À Bellevue se trouve également l'ancien atelier du sculpteur Carl Eldh (1873-1954).
Il y vécut et travailla pendant plus de trente ans. Aujourd'hui, il abrite le musée-atelier Carl Eldh (Carl Eldhs Ateljémuseum), conçu en 1919 par l'architecte Ragnar Östberg (1866-1945). Le musée abrite plusieurs centaines de sculptures de Carl Eldh. Une statue d'August Strindberg, réalisée par Carl Eldh, se trouve également dans le parc,.

## Galerie

### Bâtiments du parc

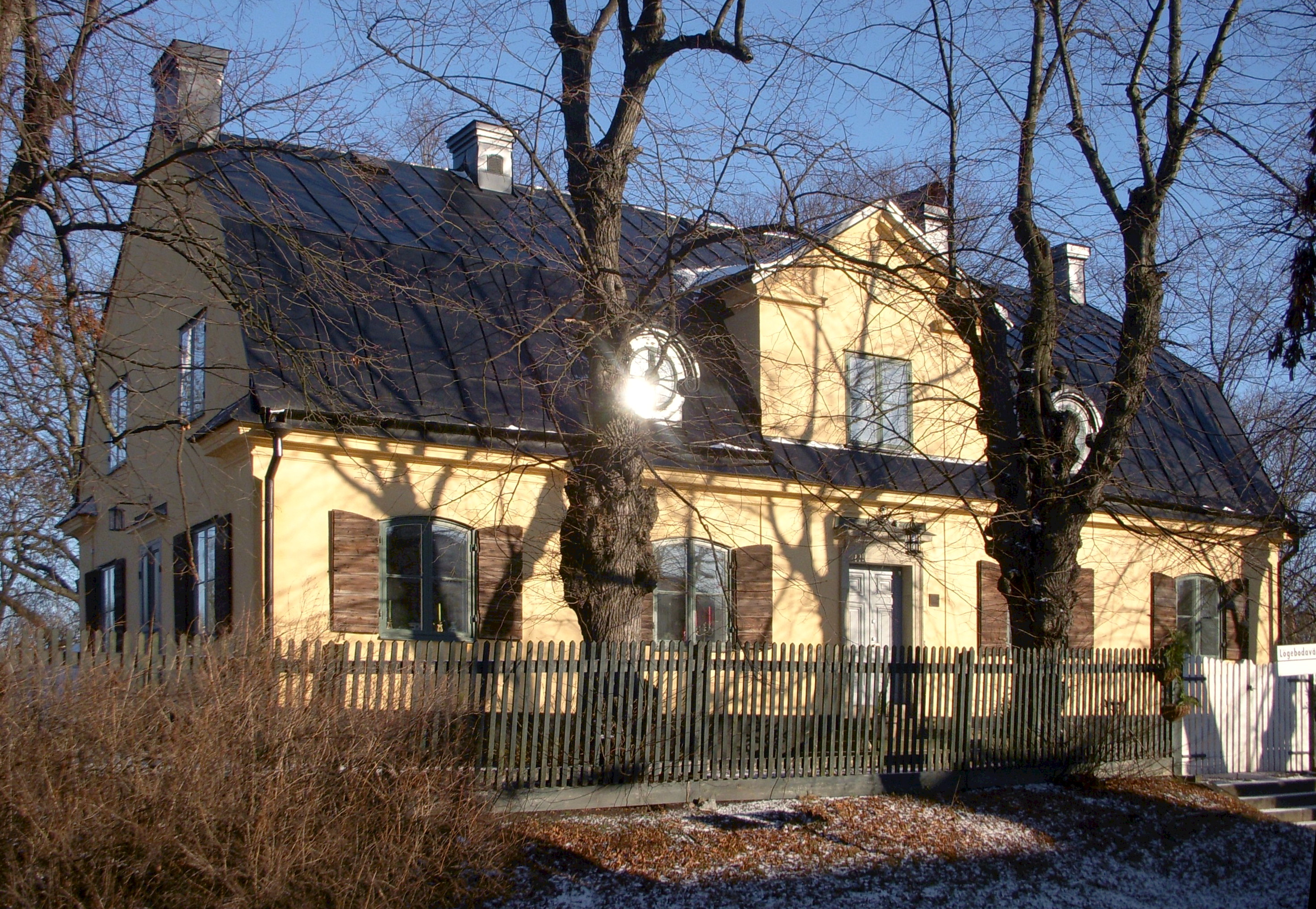
Paschs malmgård.
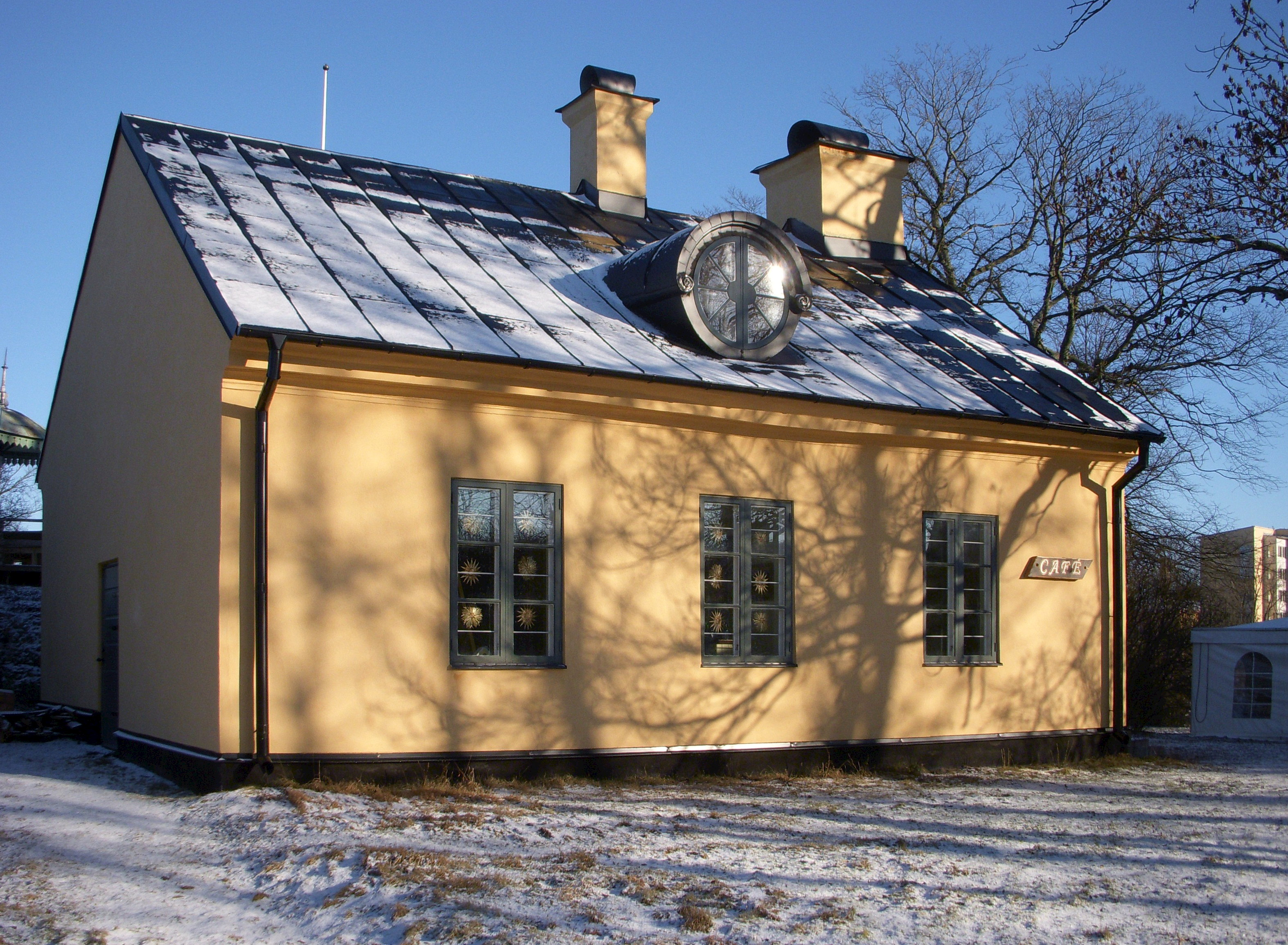
Paschs malmgård, dependance.
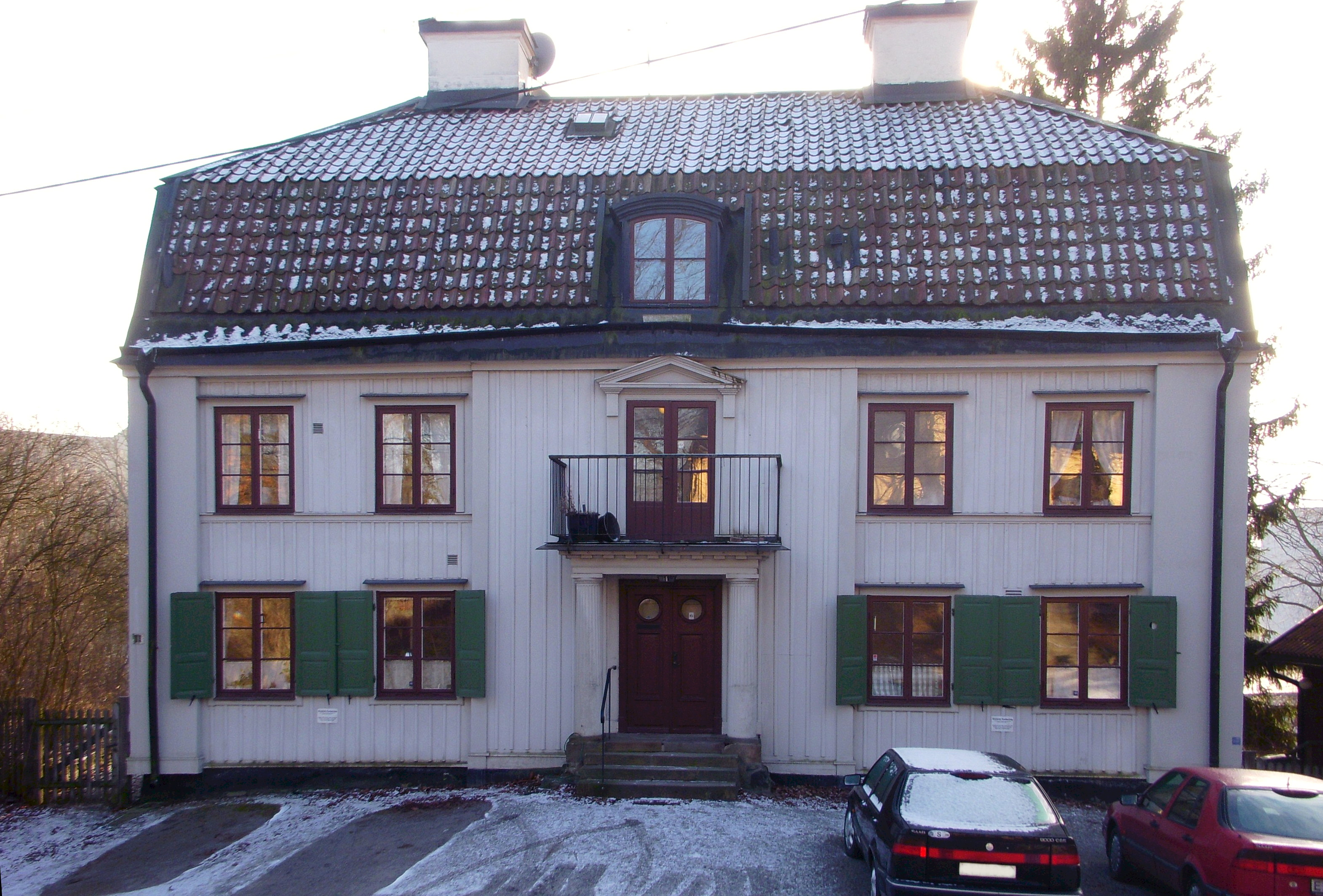
Le manoir de Sparre.
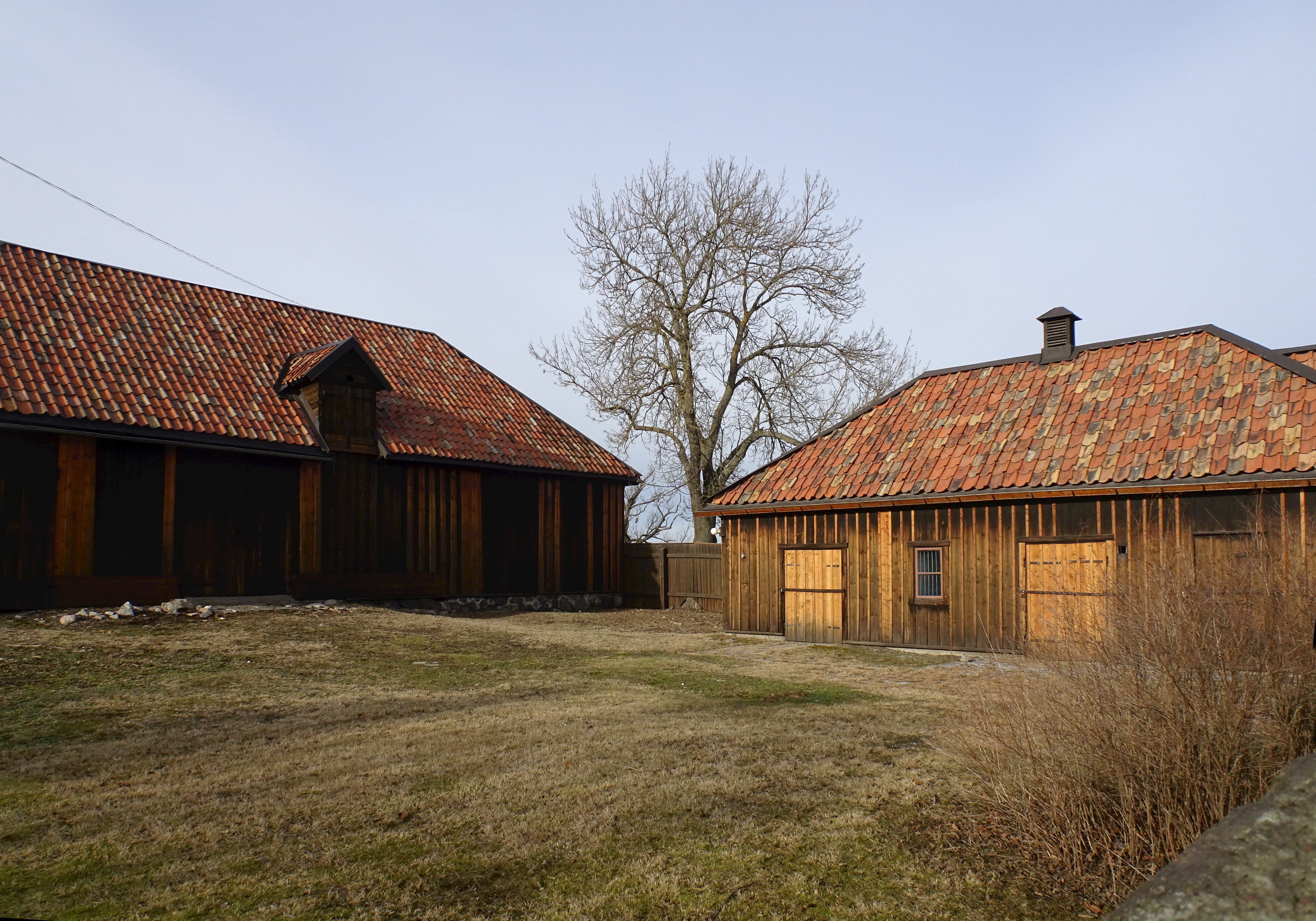
Écuries.
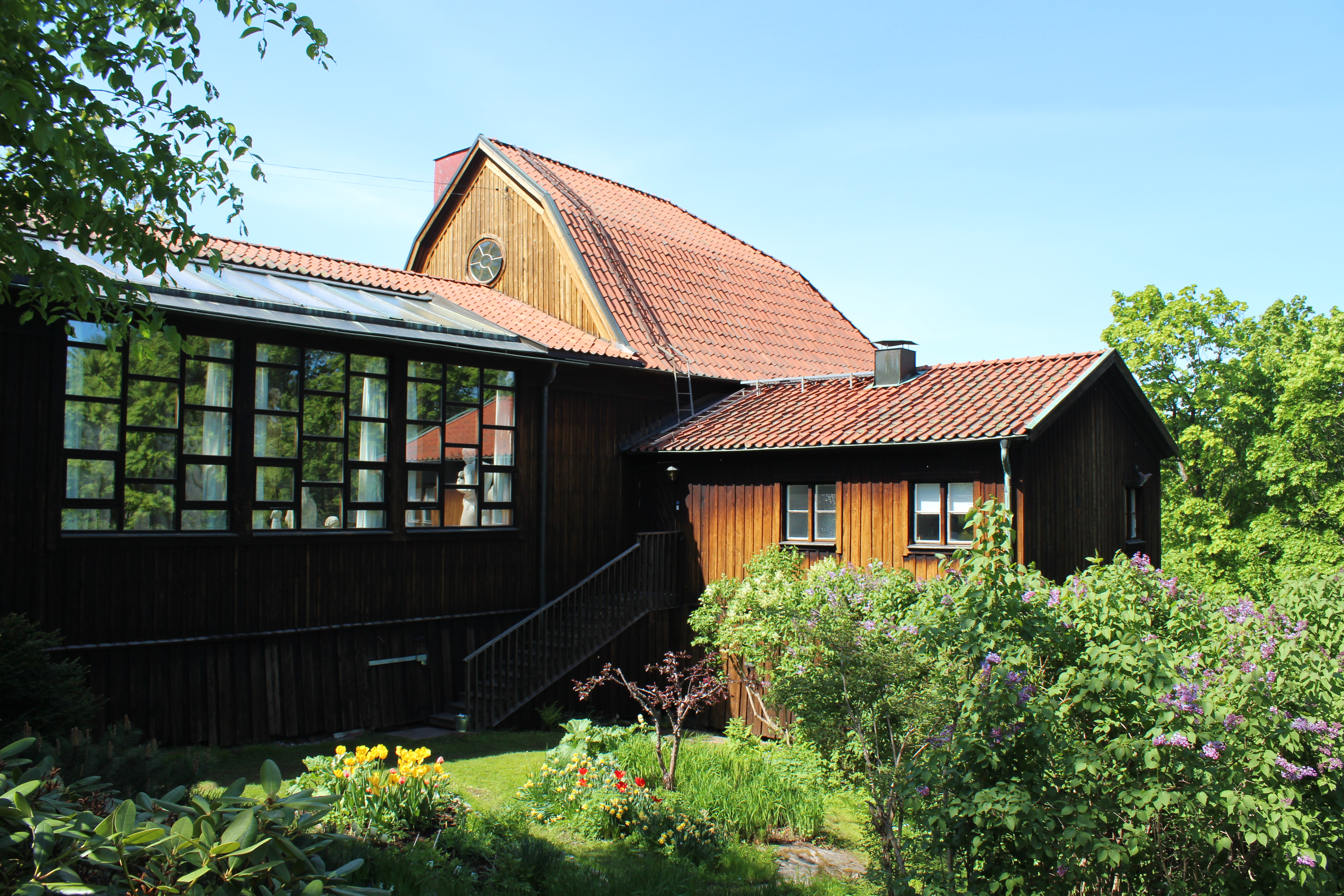
Carl Eldhs ateljémuseum (sv).

### Le parc

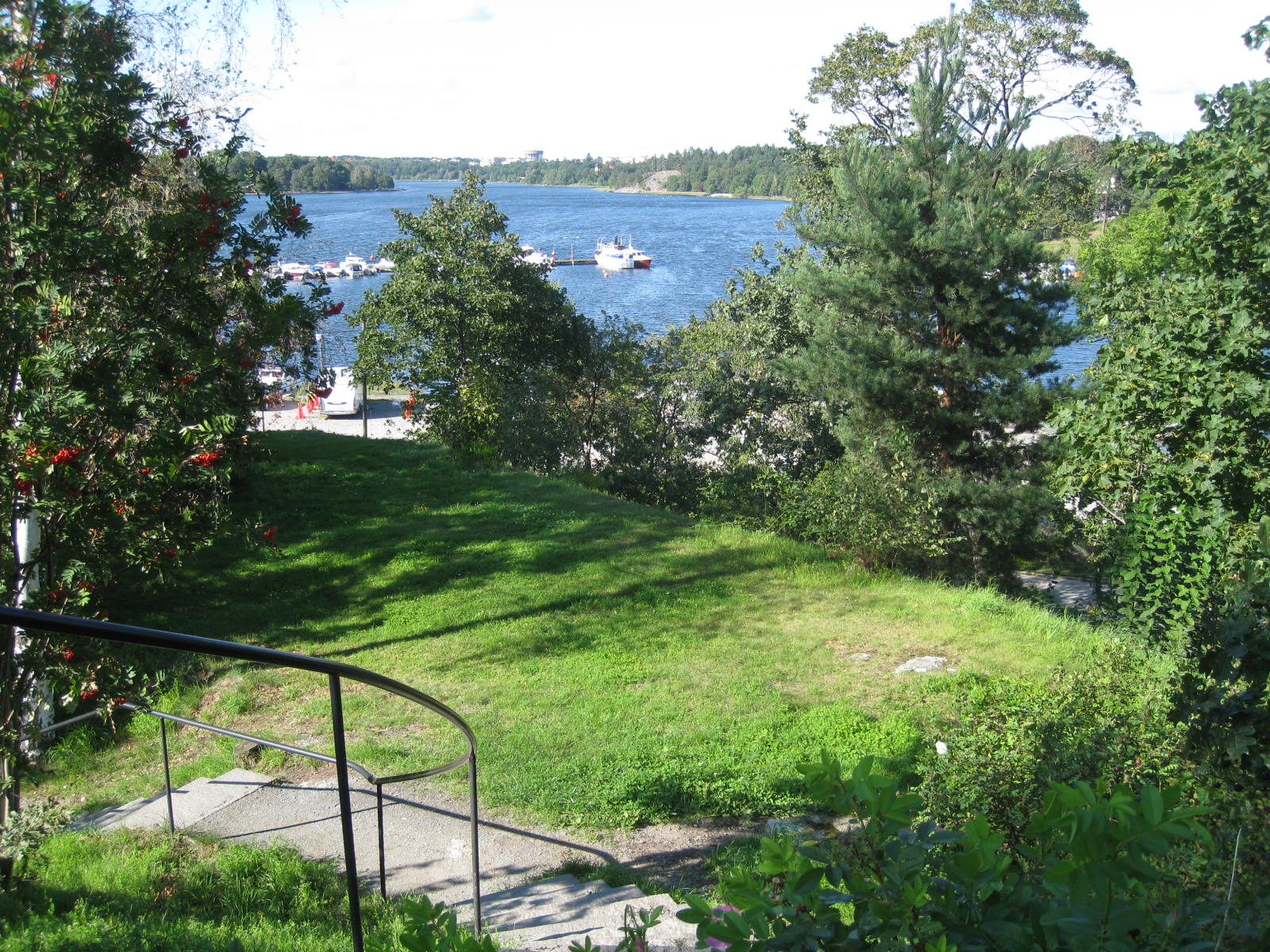
Vue sur Brunnsviken.
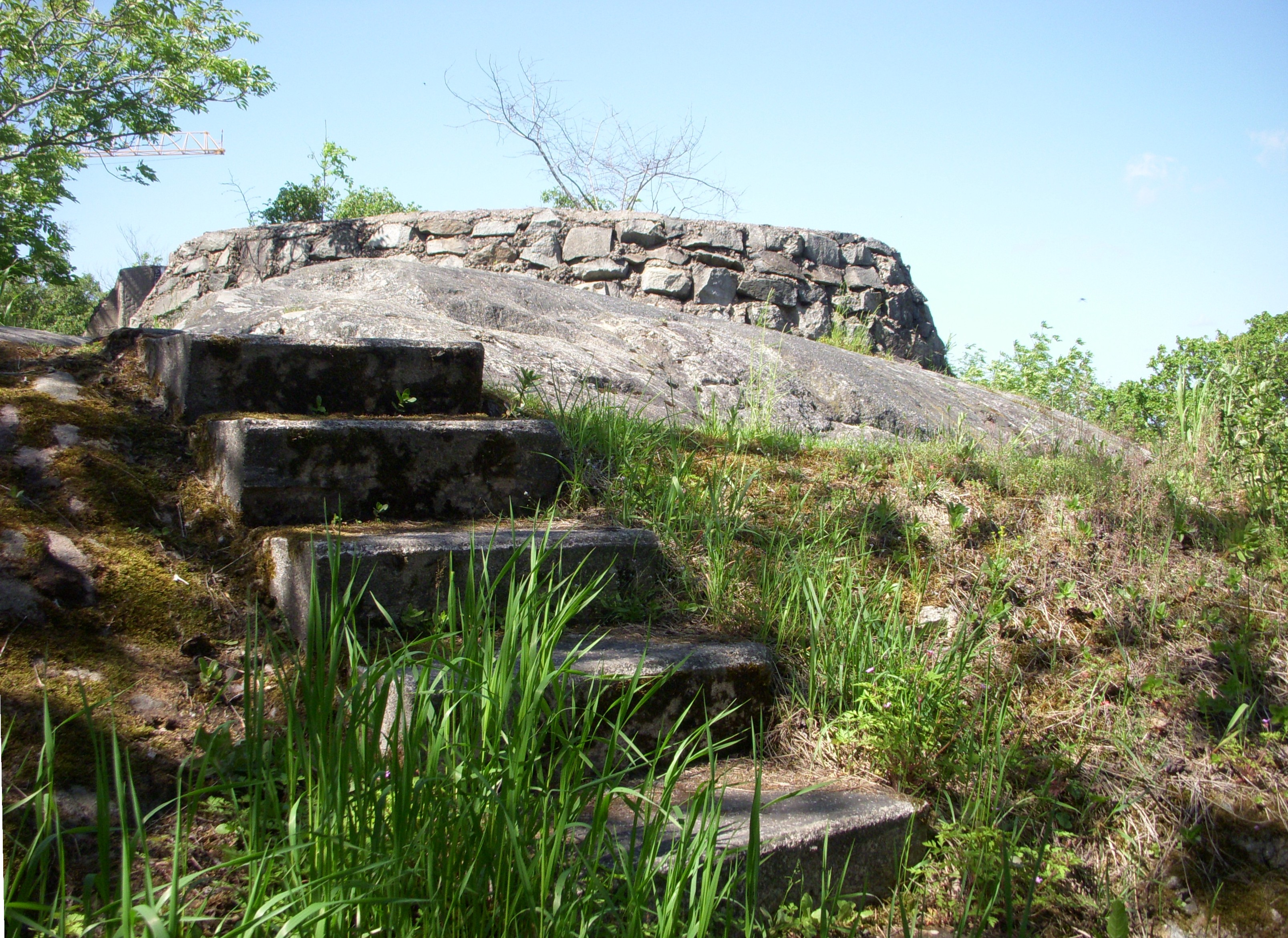
Plateforme anti-aérienne.
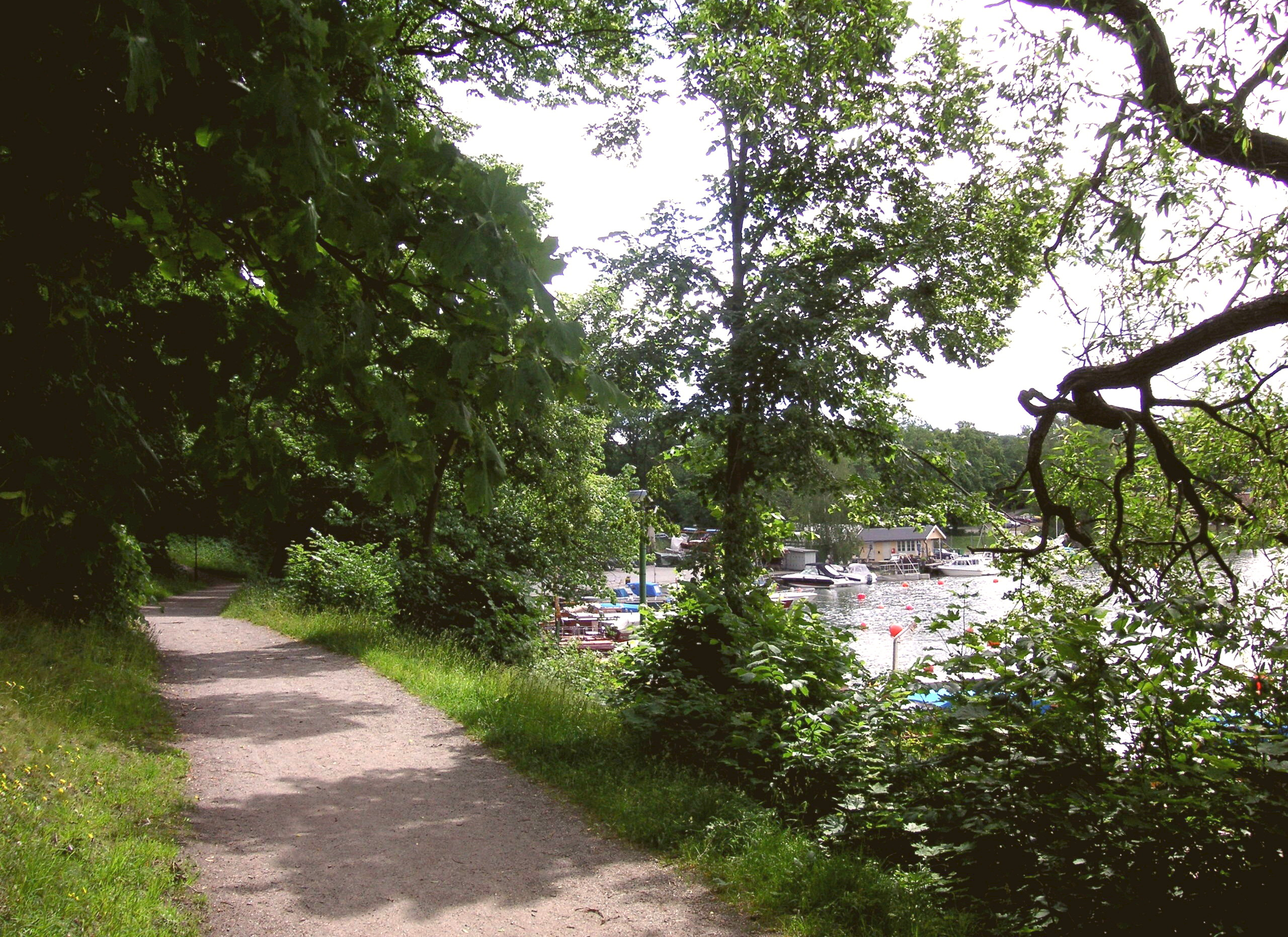
Le sentier de Brunnsviken.
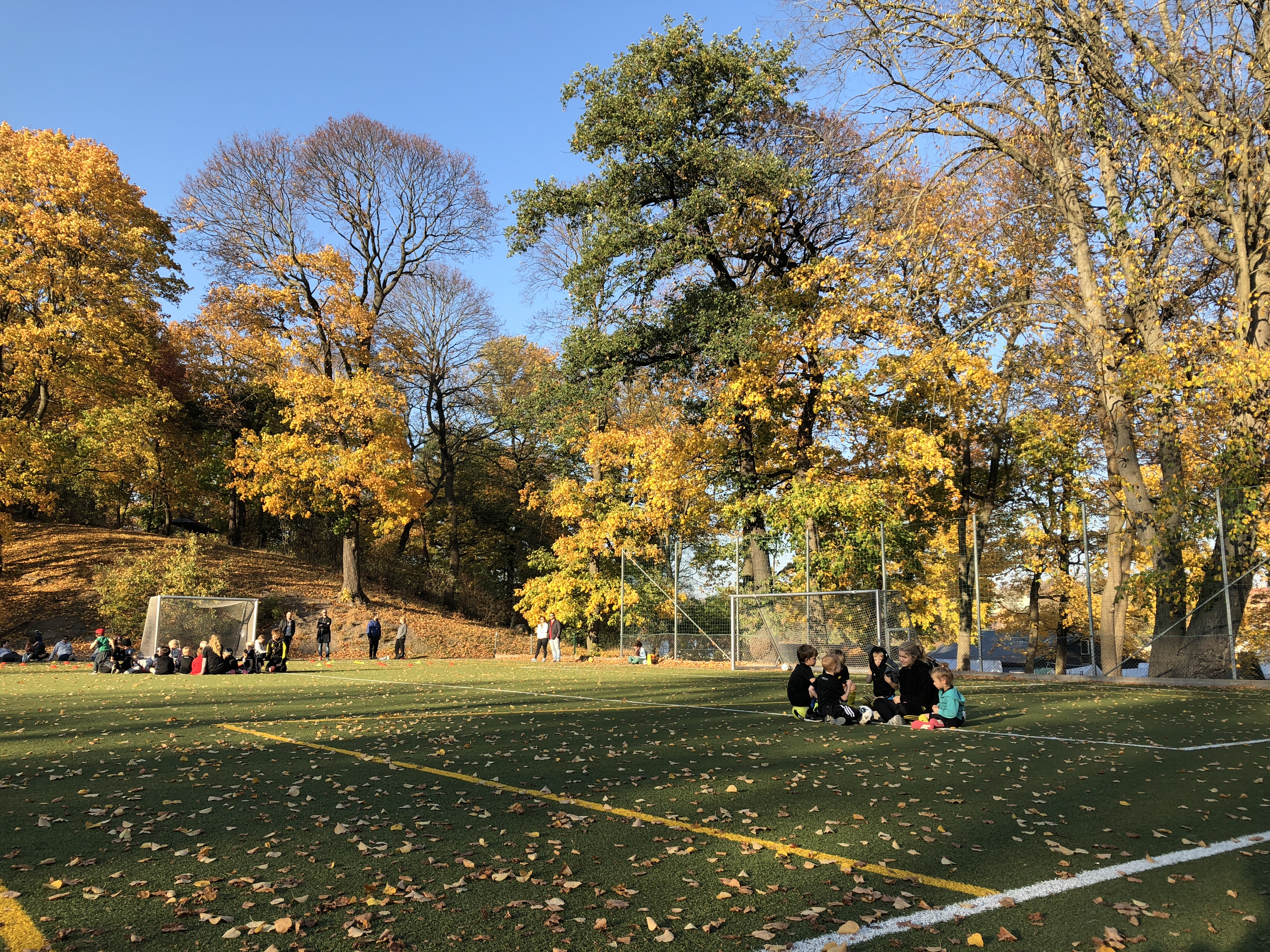
Aire de jeux.
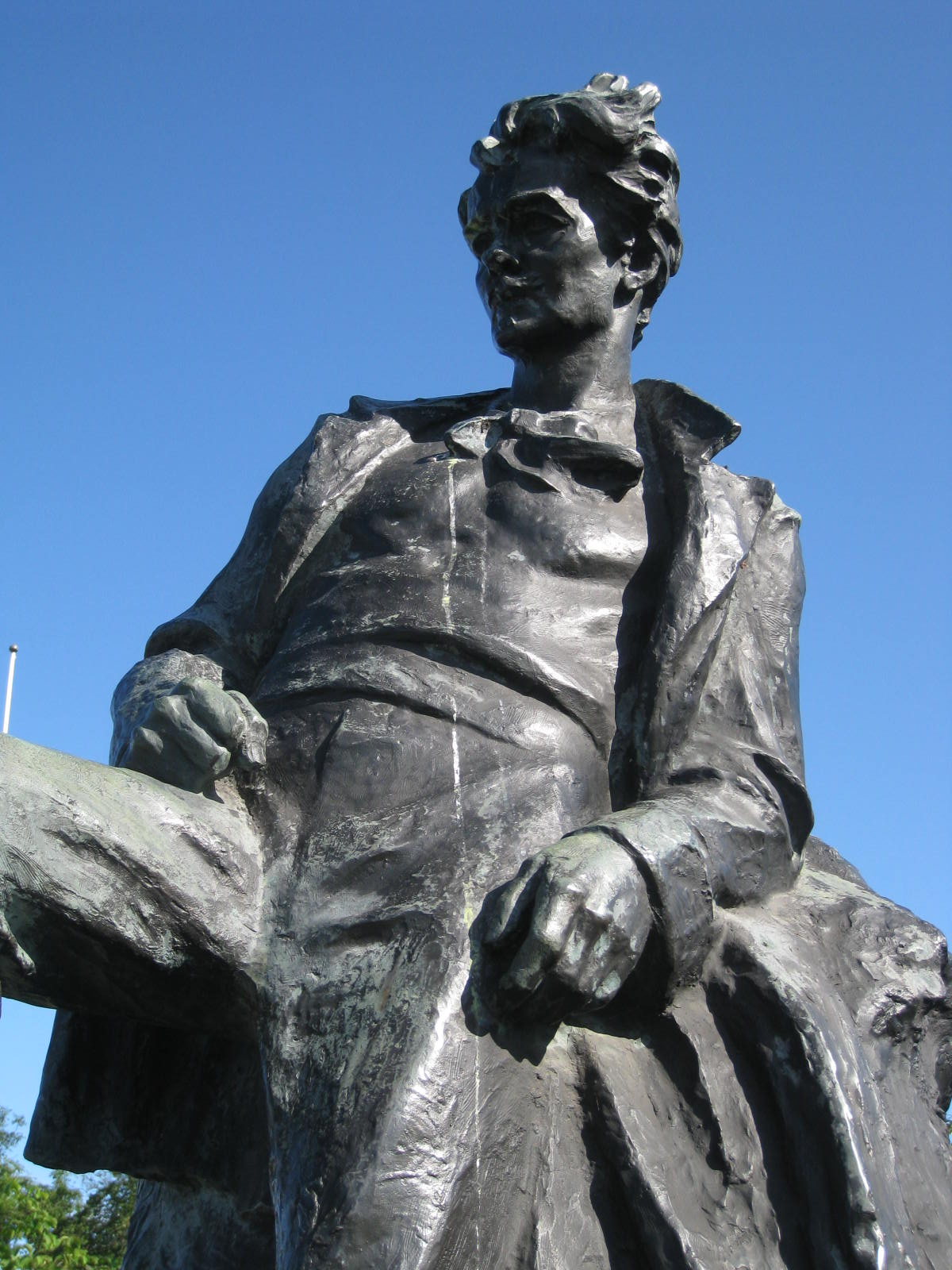
Statue d'August Strindberg.